# Pseudocellus dorotheae
Espèce
Synonymes
- Cryptocellus dorotheae Gertsch & Mulaik, 1939

Pseudocellus dorotheae est une espèce de ricinules de la famille des Ricinoididae.

## Distribution
Cette espèce est endémique du Texas aux États-Unis. Elle se rencontre dans le comté d'Hidalgo.

## Description
Le mâle holotype mesure 3,15 mm et la femelle paratype 2,92 mm.

## Étymologie
Cette espèce est nommée en l'honneur de Dorothea DeMuth Mulaik.

## Publication originale
- Gertsch & Mulaik, 1939 : Report on a new Ricinuleid from Texas. American Museum Novitates, no 1037, p. 1-5 (intégral).